# Bent (peça)
Bent é uma peça de teatro de 1979 de Martin Sherman (com Ian McKellen na sua produção inicial no West-End, em Londres, e Richard Gere, na produção da Broadway, em Nova Iorque, que seria em 1997 adaptada a cinema pelo realizador Sean Mathias. Trata da persequição de gays no Terceiro Reich, na Alemanha depois do assassinato do chefe da Sturmabteilung, Ernst Röhm. 
Quando a peça foi estreada, não havia praticamente nenhuma pesquisa académica nem informação pública sobre a perseguição aos homossexuais pelos Nazis nem da destruição do Institut für Sexualwissenschaft (Instituto para o Estudo da Sexualidade), em Berlim. De certa forma, a peça estimulou a pesquisa histórica sobre o assunto nos anos 1980s e 1990s.
O título da peça e do filme, Bent, tem que ver com o termo do calão que nalguns países da Europa é utilizado para designar homossexuais.

## Enredo
Max (interpretado por Clive Owen no filme), é um gay promíscuo dos anos 1930s em Berlim, cujas relações com a sua família rica são difíceis devido à sua homossexualidade. Uma noite, para desgosto do seu namorado Rudy (Brian Webber), trouxe para casa um belo soldado das SA. Infelizmente, Hitler tinha decidido acabar com a SA, que tinha a má fama de ter demasiada homossexualidade no seu seio. O soldado é descoberto e morto pelas SS no apartamento de Max e Rudy e os dois são obrigados a fugir de Berlim, depois de se encontrarem com a drag queen Mick Jagger.
Freddie (Richard Gale na produção do West-End, George Hall na da Broadway e Ian McKellen no filme), o tio de Max, também gay, mas que vive uma vida mais discreta com prostitutos para le satisfazer os desejos, consegue arranjar documentos de identificação falsos para Max, mas Max recusa-se a deixar o seu namorado. Max e Rudy são descobertos e presos pela Gestapo e colocados num comboio para o campo de concentração de Dachau.
No comboio, Rudy é espancado até à morte pelos guardas e, enquanto grita por Max ao ser levado, Max é obrigado a penetrar uma rapariga morta para "provar" que não é homossexual. Max mente aos guardas, identificando-se como Judeu, julgando que as suas hipóteses de sobrevivência serão maiores se não tiver que usar o triângulo rosa.
No campo de concentração, Max faz amizade com Horst (Tom Bell na produção do West-end, David Dukes na da Broadway e Lothaire Bluteau no filme), que lhe demonstra que existe dignidade em reconhecer-se a si próprio tal como se é. Depois de Horst ser baleado pelos guardas, Max veste o casaco dele, com o triângulo rosa, e suicida-se agarrando-se à vedação electrificada.

## Análise
Bent tenta mostrar como a homossexualidade existe em todas as classes da sociedade e como nem todos os homossexuais foram vítimas durante a guerra. Se muitos gays que eram pobres (como Horst) ou demasiado inocentes (como Rudy) acabaram nos campos de concentração, outros utilizaram o seu dinheiro (como o tio Freddie) ou o seu poder (como o comandante do campo de concentração e alguns oficiais alemães) para se manterem afastados de problemas.
Max ocupa o ponto central do espectro, entre os resistentes e os colaboracionistas, já que inicialmente tenta sobreviver a todo o custo e, mais tarde, planeia até escapar, mas no decorrer da peça / filme faz a transição devido à influência de Horst e compreende que nem sempre se pode mudar a nossa sorte através da força de vontade.
Esta peça foi a primeira obra de cultura popular a apresentar os gays como vítimas do Holocausto, e ajudou à pesquisa histórica e à realização de documentários retratando o destino dos homossexuais na Alemanha Nazi.